# Honda MH01
Le Honda MH01 est un jet d’affaires expérimental développé par la société japonaise Honda, en coopération avec le Raspet Flight Research Laboratory de l'université d'État du Mississippi. 
Reprenant la base du Beechcraft Bonanza, Honda a cherché à insérer des matériaux composites dans un avion entièrement en métal, première mondiale concernant l'aviation d'affaires. Le but était également d'apprendre à concevoir et à assembler un avion. Bien qu'à l'époque il existait un bimoteur avec les réacteurs au-dessus des ailes (le VFW 614), cette architecture reprise pour le MH01 fut frappée d'anathème. Les ailes sont en flèche légèrement inversé et les deux réacteurs se trouvent au-dessus de celles-ci. 
Il se trouve actuellement dans un musée au Japon.
Son successeur est le Honda MH02, jet qui reprend la même architecture et utilise exclusivement des matériaux composites.